# Winner
Winner (hangul: 위너) är ett sydkoreanskt pojkband bildat år 2014 av YG Entertainment.
Gruppen består av de fyra medlemmarna Jinwoo, Seunghoon, Mino och Seungyoon.

## Medlemmar
| Födelsenamn     | Födelsenamn | Födelsedatum      |
| Romanisering    | Hangul      | Födelsedatum      |
| --------------- | ----------- | ----------------- |
| Kim Jin-muj     | 김진우      | 26 september 1991 |
| Lee Seung-hoon  | 이승훈      | 11 januari 1992   |
| Song Min-ho     | 송민호      | 30 mars 1993      |
| Kang Seung-yoon | 강승윤      | 21 januari 1994   |

## Diskografi

### Album
| Albuminformation                                                     | Topplacering          | Topplacering   |
| Albuminformation                                                     | Sydkorea (Gaon Chart) | Japan (Oricon) |
| Koreanska                                                            | Koreanska             | Koreanska      |
| -------------------------------------------------------------------- | --------------------- | -------------- |
| 2014 S/S (Studioalbum) - Släppt: 12 augusti 2014                     | 1                     | —              |
| EXIT : E (EP-skiva) - Släppt: 1 februari 2016                        | 1                     | 63             |
| Fate Number For (Singelalbum) - Släppt: 4 april 2017                 | 2                     | —              |
| Japanska                                                             |                       |                |
| 2014 S/S: Japan Collection (Studioalbum) - Släppt: 10 september 2014 | —                     | 2              |

### Singlar
| År   | Titel           | Topplacering          | Topplacering   |
| År   | Titel           | Sydkorea (Gaon Chart) | Japan (Oricon) |
| ---- | --------------- | --------------------- | -------------- |
| 2014 | "Empty"         | 1                     | —              |
| 2014 | "Color Ring"    | 3                     | —              |
| 2016 | "Pricked"       | 7                     | —              |
| 2016 | "Baby Baby"     | 6                     | —              |
| 2016 | "Sentimental"   | 4                     | —              |
| 2017 | "Really Really" | 1                     | —              |
| 2017 | "Fool"          | 6                     | —              |